# Esperança Bias
Esperança Bias (sinh năm 1958) là một chính trị gia Mozambique. Bà là một sinh viên tốt nghiệp của Khoa Kinh tế tại Đại học Eduardo Mondlane. Từ 1999 đến 2005, bà giữ chức Thứ trưởng Bộ Tài nguyên Khoáng sản (bắt đầu từ năm 1999). Từ năm 2005 đến 2015, bà là Bộ trưởng Tài nguyên Khoáng sản của Mozambique. Năm 2015, tổng thống mới đến Filipe Nyusi đã thay thế bà bằng Pedro Conceição Couto.
Vào tháng 2 năm 2016, bà đã được bầu vào Ban thư ký của đảng FRELIMO của Mozambique làm Thư ký cho Hành chính và Tài chính.